# أبي (ساسكاتشوان)
أبي (بالإنجليزية: Abbey, Saskatchewan)‏ هي قرية تقع في كندا في ساسكاتشوان. يقدر عدد سكانها بـ 115 نسمة ومساحتها 0.77 كم2 وترتفع عن سطح البحر 681.24 متر.

## المناخ
يظهر الجدول التالي التغييرات المناخية على مدار السنة لأبي:
| البيانات المناخية لـأبي           | البيانات المناخية لـأبي | البيانات المناخية لـأبي | البيانات المناخية لـأبي | البيانات المناخية لـأبي | البيانات المناخية لـأبي | البيانات المناخية لـأبي | البيانات المناخية لـأبي | البيانات المناخية لـأبي | البيانات المناخية لـأبي | البيانات المناخية لـأبي | البيانات المناخية لـأبي | البيانات المناخية لـأبي | البيانات المناخية لـأبي |
| الشهر                             | يناير                   | فبراير                  | مارس                    | أبريل                   | مايو                    | يونيو                   | يوليو                   | أغسطس                   | سبتمبر                  | أكتوبر                  | نوفمبر                  | ديسمبر                  | المعدل السنوي           |
| --------------------------------- | ----------------------- | ----------------------- | ----------------------- | ----------------------- | ----------------------- | ----------------------- | ----------------------- | ----------------------- | ----------------------- | ----------------------- | ----------------------- | ----------------------- | ----------------------- |
| الدرجة القصوى °م (°ف)             | 13.9 (57.0)             | 17 (63)                 | 23 (73)                 | 31.5 (88.7)             | 35 (95)                 | 39 (102)                | 37 (99)                 | 41.1 (106.0)            | 37.8 (100.0)            | 33.9 (93.0)             | 25 (77)                 | 16 (61)                 | 41.1 (106.0)            |
| متوسط درجة الحرارة الكبرى °م (°ف) | −8.1 (17.4)             | −3.7 (25.3)             | 3.4 (38.1)              | 12.5 (54.5)             | 18.6 (65.5)             | 23.2 (73.8)             | 25.9 (78.6)             | 25.9 (78.6)             | 19.4 (66.9)             | 12.4 (54.3)             | 1.1 (34.0)              | −5.6 (21.9)             | 10.4 (50.7)             |
| المتوسط اليومي °م (°ف)            | −13.1 (8.4)             | −8.7 (16.3)             | −1.8 (28.8)             | 5.9 (42.6)              | 11.8 (53.2)             | 16.3 (61.3)             | 18.7 (65.7)             | 18.5 (65.3)             | 12.5 (54.5)             | 6.1 (43.0)              | −3.9 (25.0)             | −10.6 (12.9)            | 4.3 (39.7)              |
| متوسط درجة الحرارة الصغرى °م (°ف) | −18.1 (−0.6)            | −13.7 (7.3)             | −7 (19)                 | −0.6 (30.9)             | 5 (41)                  | 9.5 (49.1)              | 11.5 (52.7)             | 11 (52)                 | 5.7 (42.3)              | −0.3 (31.5)             | −8.8 (16.2)             | −15.6 (3.9)             | −1.8 (28.8)             |
| أدنى درجة حرارة °م (°ف)           | −43.3 (−45.9)           | −42 (−44)               | −35 (−31)               | −20 (−4)                | −9 (16)                 | −4 (25)                 | 2.5 (36.5)              | 0 (32)                  | −7.8 (18.0)             | −27 (−17)               | −36 (−33)               | −44 (−47)               | −44 (−47)               |
| الهطول مم (إنش)                   | 13.2 (0.52)             | 9.2 (0.36)              | 15.1 (0.59)             | 21.4 (0.84)             | 43.3 (1.70)             | 60.4 (2.38)             | 51.1 (2.01)             | 29.5 (1.16)             | 25.7 (1.01)             | 15.1 (0.59)             | 13.1 (0.52)             | 17.5 (0.69)             | 314.5 (12.38)           |
| المصدر: Environment Canada        |                         |                         |                         |                         |                         |                         |                         |                         |                         |                         |                         |                         |                         |